# Porsche 996
Porsche 996 je sportovní vůz značky Porsche, jedná se o pátou generaci vozů série 911. Začal se vyrábět v roce 1997 jako nástupcem Porsche 993 a přestal se vyrábět v roce 2005, kdy ho vystřídalo Porsche 997.

## Modely
- Carrera
- Carrera Carrera
- Carrera 4
- Carrera 4S
- Carrera 4 Cabriolet
- Carrera 4S Cabriolet
- Carrera Targa
- 40. edice
- Turbo
- Turbo X50
- Turbo S
- Turbo Cabriolet
- Turbo S Cabriolet
- GT3
- GT3 RS
- GT2